# Anders Rambech
Anders Rambech, född 2 september 1767 i Kvikne på Tynset, död 14 september 1836 i Meldal, var en norsk jurist och politiker.
Rambech blev slutligen 1800 sorenskriver i Orkdal. Han var medlem av riksförsamlingen 1814 och av stortingen 1815–16, 1818, 1824 och 1827 samt av urtima Stortinget 1828. År 1818 var han stortingspresident, senare odelstingspresident samt ständig medlem av många kommissioner och dessutom ledamot av aktionskommittén under riksrätten 1815–16. Han anslöt sig, ehuru starkt nationellt och socialt intresserad, nära till de ledande konservativa ämbetsmannapolitikerna av 1814 i deras motstånd mot den politiska demokratin och den kommunala självstyrelsen.